# Sophia Anne Caruso
Sophia Anne Caruso (Spokane, 11 luglio 2001) è un'attrice, cantante e ballerina statunitense conosciuta soprattutto per il suo lavoro a Broadway come Lydia Deetz nel musical di Beetlejuice e per aver interpretato Sophie ne L'accademia del bene e del male.

## Biografia

### Primi anni
Sophia Anne Caruso è nata a Spokane, Washington, dall'ex-golfista professionista Steve Caruso e da sua moglie Doreen, impresaria di gioiellerie e negozi d'abbigliamento. Ha due fratelli maggiori. Caruso ha iniziato a recitare all'età di 7 anni, dapprima con lo Spokane Children's Theatre poi con lo Spokane Civic Theatre e infine con l'Interplayers Professional Theatre. All'età di nove anni Caruso ha avuto il suo primo ruolo da professionista interpretando Helen Keller nel musical The Miracle Worker, sempre all'Interplayers Theatre di Spokane.
L'ultimo ruolo di Caruso all'Interplayers sarebbe dovuto essere quello di Tina Denmark in Ruthless! nel giugno 2012, tuttavia, non è mai stato messo in scena perché, nel corso delle prove generali, uno degli attori, David Gigler, si è sentito male ed è morto. Nel 2012, lei e la sua famiglia si sono trasferiti a New York di modo che potesse dedicarsi alla carriera recitativa.

### Carriera
Nel 2013 fa alcune apparizioni in Smash, Celebrity Ghost Stories e The Sound of Music Live!, mentre nel 2014 ha modo di portare in scena Ruthless!, sempre nel ruolo di Tina Denmark, al Triad Theatre, e successivamente mette in scena Little Dancer al Kennedy Center, Washington, D.C. Nel 2015, Caruso è apparsa nello spettacolo off-Broadway The Nether al MCC Theater, venendo candidata al Lucille Lortel come miglior attrice protagonista, compare in un episodio di Last Week Tonight with John Oliver ed entra a far parte del cast di Jack di cuori. Nel 2016 è tra i personaggi principali del film 37 e interpreta la musa di Newton nel musical di David Bowie Lazarus al New York Theatre Workshop di Manhattan, di cui più avanti in quello stesso anno incide la colonna sonora. 
Contemporaneamente debutta a Broadway mettendo in scena Blackbird al Belasco Theatre e Runaways al New York City Center. Da ottobre 2016 fino a fine 2017 riporta in scena Lazarus al King's Cross Theatre di Londra.
Nel 2017 Caruso compare nel film TV Crash & Burn e ottiene il ruolo di Lydia Deetz nel musical di Beetlejuice, per cui ha vinto un Theatre World Award e inciso la colonna sonora ma che lascia il 19 febbraio 2020 per dedicarsi più attivamente a ruoli televisivi e cinematografici. In questo stesso periodo appare come guest star in un episodio di Strangers e in uno di Evil.
Il 22 maggio 2020 Caruso ha pubblicato il suo singolo di debutto come cantante, "Toys", prodotto da Henry Hey e Nick Littlemore degli Empire of the Sun, cui hanno fatto seguito "Goodbye" nel febbraio 2021 e "Snow & Ice" nel luglio 2022.
Nel 2022 Caruso viene scritturata per interpretare il ruolo di Sophie, accanto a Sofia Wylie, nel film fantasy di Netflix L'accademia del bene e del male, tratto dall'omonima serie di libri di Soman Chainani. Il 12 gennaio 2025 viene annunciato il suo ingresso nel cast dell'adattamento live action Netflix di One Piece nel ruolo di Miss Goldenweek a partire dalla seconda stagione.

## Filmografia

### Cinema
- Eagle Eye, regia di D.J. Caruso (2008)
- Sono il numero quattro (I Am Number Four), regia di D.J. Caruso (2011)
- Jack di cuori (Jack of the Red Hearts), regia di Janet Grillo (2015)
- 37, regia di Puk Grasten (2016)
- L'accademia del bene e del male (The School for Good and Evil), regia di Paul Feig (2022)

### Televisione
- Smash – serie TV, episodio 2x14 (2013)
- Celebrity Ghost Stories – serie TV, episodio 5x01 (2013)
- The Sound of Music Live!, regia di Rob Ashford e Beth McCarthy-Miller – film TV (2013)
- Last Week Tonight with John Oliver – serie TV, episodio 2x23 (2015)
- Crash & Burn, regia di Minkie Spiro – film TV (2017)
- Strangers – serie TV, episodio 2x01 (2018)
- Evil – serie TV, episodio 1x10 (2017)
- One Piece – serie TV (2026)

## Teatro
- The Miracle Worker (Interplayers Theatre, Spokane, 2011)
- Secondhand Lions: A New Musical (5th Avenue Theatre, Seattle, 2013)
- Little Dancer (Kennedy Center, Washington, D.C., 2014)
- Ruthless! (Triad Theatre, New York, 2014)
- The Nether (MCC Theater, New York City, 2015)
- Lazarus (New York Theatre Workshop, King's Cross Theatre, London, 2015-2017)
- Runaways (New York City Center, 2016)
- Blackbird (Belasco Theatre, Broadway, 2016)
- Beetlejuice (National Theatre, Washington, D.C., Winter Garden Theatre, Broadway, 2018-2020)
- Grey House (Lyceum Theatre, Broadway, 2023)

## Discografia

### Singoli
- 2020 – Toys[20]
- 2021 – Goodbye[22]
- 2022 – Snow & Ice[23]
- 2022 – Thing Like That

## Doppiatrici italiane
Nelle versioni in italiano delle opere in cui ha recitato, Erika Henningsen è stata doppiata da:
- Giorgia Venditti in Jack di cuori
- Margherita De Risi in L'accademia del bene e del male